# Brianna Titone
 Brianna Titone ( /tɪˈtoʊn/ ) é uma política e cientista americana, atualmente é membro da Câmara dos Representantes do Colorado pelo 27º distrito. Ela faz parte da 73ª Assembleia Geral do Colorado e é a primeira deputada estadual abertamente transgênero eleita no Colorado e a 4ª eleita nos Estados Unidos.

## Infância e educação
Titone nasceu e cresceu na região de Hudson Valley, em Nova York .
Titone frequentou a State University of New York em New Paltz de 1996 a 2002, onde obteve o grau de bacharel em Geologia e Física . Mais tarde, obteve um mestrado em Geoquímica na Stony Brook University, e outro mestrado em tecnologia da informação e comunicação na Universidade de Denver . Em Stony Brook, sua dissertação de mestrado foi sobre elementos de terras raras e especiação de tório de fósseis e sedimentos da Formação Green River . Algumas de suas pesquisas foram conduzidas no Brookhaven National Laboratory usando as linhas de luz National Synchrotron Light Source X-26A e X-18B.

## Carreira
Antes de entrar na política, Titone trabalhou como consultora de mineração, geóloga e desenvolvedora de software. Por sete anos, começando ainda no ensino médio, foi bombeira voluntária.

### Atuação política
Em 2016, Titone juntou-se ao caucus LGBT Democrata do Condado de Jefferson, Colorado e foi eleita secretária/tesoureira, mais tarde, foi nomeada um "capitã em liberdade".
Ela declarou sua candidatura à Câmara dos Deputados do Colorado HD27 em dezembro de 2017. Recebeu 50,4% dos votos válidos para a eleição, tendo alcançado 24.957 votos de 49.475, uma margem de 439. Ela atua no Comitê de Saúde e Seguros, no Comitê de Assuntos Rurais e Agricultura e no Comitê Conjunto de Tecnologia. Também foi nomeada para o Conselho de Energia.
No 2º Período Ordinário de Sessões da 72ª Assembleia Geral, trabalhou para trazer de volta e aprovar o projeto de lei que proíbe a "Defesa contra o Pânico Gay e Trans". O projeto foi aprovado com uma margem de 98-1-1.
Ela venceu a reeleição na corrida mais competitiva da Câmara no Colorado, ganhando 29.566 (48,7%) de 60.708 votos contra seus dois oponentes nas eleições de novembro de 2020.